# بطولة تونس لألعاب القوى 1971
بطولة تونس لألعاب القوى 1971 هو الدورة 16 من بطولة تونس لألعاب القوى.

فاز بهذا الموسم النادي الأفريقي.

## روابط خارجية
- الموقع الرسمي للجامعة التونسية لألعاب القوى.